# Дурмиторски партизански одред
Дурмиторски народноослободилачки партизански (НОП) одред је био партизанска јединица у саставу Народноослободилачке војске и партизанских одреда Југославије током Другог светског рата у Црној Гори.

## Историјат
Формиран је 11. новембра 1941. од дотадашњих територијално—племенских батаљона (Језерски, Шарански, Ускочки, Дробњачки, Планино-пивски и Жупо-пивски). При формирању Одред је имао око 1340 бораца. Наредбом Главни штаб за Црну Гору и Боку од 29. новембра, Одред је подељен на Дурмиторски (шавнички срез) и Никшићки (никшићки срез) НОП одред. Кад је средином повембра формиран Црногорски одред за операције у Санџаку, у његов састав ушла су и три батаљона (864 борца) Одреда и узели учешћа у нападу на Пљевља 1. децембра1941. На тражење ВШ НОВ и ПОЈ, Одред је средином јануара 1942. упутио два батаљона (Војвода Момчило и Бајо Пивљанин), око 500 бораца, у простор Фоча, Горажде, Реновица, Калиновик, који су у борби против четника, усташа и домобрана створили слободну територију у горњем току Дрине, ослободивши Фочу и Горажде. Одред је тако онемогућио стварање четничке базе у Фочи и спречио даљи покољ муслиманског становништва. Крајем јануара стигао је у Фочу Врховни штаб са деловима 1. пролетерске бригаде. Пошто је крајем 1941. територија шавничког среза била ослобођена, то су делови Дурмиторског одреда били упућени у источну Херцеговину и Санџак, где су садејствовали са херцеговачким, односно санџачким партизанским снагама. У Санџаку су делови Одреда водили у јануару 1942. упорне борбе против Италијана и четника, а затим у марту, у рејону Колашина и Мојковца. Главни штаб за Црну Гору и Боку је, ради учвршћења партизанских јединица, издао 17. априла наредбу о укидању територијалних јединица и формирању ударних батаљона, па су на тој основи од Дурмиторског одреда формирана 4 ударна, батаљона и 1 омладински ударни батаљон. У трећој непријатељевој офанзиви под командом Оперативног штаба Сињајевинског сектора борила су се и два ударна батаљона Дурмиторског одреда, на одсеку Дурмитора, између Комарнице и Таре. Крајем априла, други делови Одреда у садејству са Никшићким одредом водили су тешке борбе са четницима и деловима италијанске дивизије Ферара на комуникацији Никшић—Шавник. У мају је мањи део бораца из Одреда упућен као попуна у 1. пролетерску бригаду. Половином јуна 1942, делови Одреда су ушли у састав новоформиране 4. црногорске пролетерске бригаде, а мањи део бораца остављен је на терену да ради у непријатељевој позадини. Кад је крајем априла 1943. Главна оперативна група НОВЈ продрла у Црну Гору, формиран је нови Одред, али је његово људство у петој непријатељевој офанзиви ушло већим делом у састав 4. и 5. црногорске бригаде. По трећи пут је Одред формиран у септембру 1943. Од једног батаљона он је ускоро нарастао на пет. Након попуне 6. црногорске и других црногорских бригада, Одред је расформиран 15. марта 1944. да буде обновљен 9. септембра 1944. и коначно расформиран 19. марта 1944.